# Margem (álbum)
Margem é o décimo primeiro álbum de estúdio (e o décimo quinto no total) da cantora brasileira Adriana Calcanhotto, lançado em 07 de junho de 2019. É o primeiro lançamento em estúdio da cantora desde O Micróbio do Samba, lançado sete anos antes.
Este é o terceiro, e último, capítulo de uma trilogia iniciada vinte e um anos antes, com o lançamento de Maritmo (continuada com a edição de Maré em 2008), e foi gravado durante a turnê musical A Mulher do Pau Brasil, que durou de 2018 a 2019 e levou Adriana aos principais palcos do Brasil e de Portugal.
Como nos demais discos da trilogia, há canções autorais (algumas das quais foram lançadas em singles digitais) e covers. Entre as músicas, há duas que a gaúcha havia dado previamente à baiana Maria Bethânia (Tua e Era para ser). Demais regravações incluem O príncipe das marés (de Péricles Cavalcanti) e Os Ilhéus (de José Miguel Wisnik). Dessa vez, uma das inéditas, já era conhecida pelo público, uma vez que Adriana a acrescentou ao roteiro da turnê A Mulher do Pau Brasil. 
Em Meu Bonde, a cantora se envereda pelo funk carioca de 150 RPM.

## Promoção esingles
O disco foi promovido por seis singles, lançados exclusivamente em formato digital e cada um com seu clipe de vídeo. O primeiro foi Ogunté, de letra que evoca Iemanjá, lançado em 01 de fevereiro de 2019, data que coincide com a festa de tal divindade. A letra desta canção revela uma preocupação com os mares, propondo uma reflexão crítica e social sobre o assunto. Esta é uma música de sonoridade inédita para a carreira da gaúcha, por ter nuances de música eletrônica e rap. 
De sonoridade diferente, flertando com a bossa-nova, Margem, o segundo single do disco, foi lançado em 22 de março. O clipe revela a coragem de mudar, visto que Adriana corta seus cabelos e o termina com a cabeça quase raspada, imagem que se reflete na capa do disco. 
O terceiro single a promover o disco foi Lá Lá Lá, novamente com uma mistura de ritmos, lançado em 10 de maio de 2019. No clipe, a cantora aparece em uma casa, pintando todas as paredes e móveis de tinta azul. 
No dia do lançamento do disco, o quarto clipe e single, Dessa vez, uma das canções inéditas do projeto, foi divulgado nas mídias sociais da cantora, na qual ela aparece cantando a balada enquanto corre e inúmeros jornais voam contra ela. A faixa foi usada como promoção do projeto Mais Música Menos Lixo, parceria entre Adriana e a ONG Route Brasil. A cada play na música da cantora no serviço de streaming Spotify, seria retirado um plástico, pet ou qualquer unidade de lixo das praias do Rio de Janeiro. No dia 14 de julho de 2019, foram retirados dezenas de milhares de peças de plástico da praia do Leblon. A pessoa que teve mais plays ouviu a música 3.638 vezes e ganhou um kit de sustentabilidade especial. A campanha denota o tema político do álbum de Adriana, em uma manifestação artística contra a poluição dos mares.
Já no dia 23 de julho de 2019, um quinto single e clipe do álbum foi publicado. Foi música Era Para Ser, que é de sua autoria e já havia sido gravado por Maria Bethânia em outra ocasião. Não a toa o clipe trás, dentre tantos outros, um retrato em preto e branco de Bethânia. A faixa tem como introdução uma guitarra portuguesa, que foi tocada por Ricardo Parreira, um músico português, demonstrando, mais uma vez, a influência portuguesa no álbum da artista.
Apenas uma semana após o lançamento de Era pra Ser, no dia 30 de julho de 2019, outra música composta por Calcanhotto e que já foi interpretada por Bethânia foi relançada com videoclipe: Tua foi composta enquanto Adriana estava em um hotel numa turnê na Itália. A música ganhou um Grammy Latino de de "Melhor Canção Brasileira" em 2010, quando foi interpretada por Bethânia. O single em questão trás Adriana num fundo preto iluminada apenas por imagens que são projetadas no seu rosto. O vídeo mostra o busto da cantora, que está despida.

## Faixas
| N.º            | Título                 | Compositor(es)      | Duração  |  |
| 1.             | "Margem"               | Adriana Calcanhotto | 3:33     |  |
| 2.             | "Os Ilhéus"            | José Miguel Wisnik  | 2:32     |  |
| 3.             | "Dessa vez"            | Calcanhotto         | 2:49     |  |
| 4.             | "Lá Lá Lá"             | Calcanhotto         | 2:34     |  |
| 5.             | "Tua"                  | Calcanhotto         | 2:45     |  |
| 6.             | "O Príncipe das Marés" | Péricles Cavalcanti | 3:45     |  |
| 7.             | "Era Para Ser"         | Calcanhotto         | 3:24     |  |
| 8.             | "Ogunté"               | Calcanhotto         | 3:38     |  |
| 9.             | "Meu bonde"            | Calcanhotto         | 2:38     |  |
| Duração total: | Duração total:         | Duração total:      | 00:27:41 |  |